# Marian Karlický
Marian Karlický (* 20. října 1949) je český astronom, který se zabývá výzkumem Slunce, především vlivem magnetických polí na erupce a protuberance.

## Vědecká činnost
Marian Karlický vystudoval v roce 1972 fyziku na Přírodovědecké fakultě Masarykovy univerzity v Brně. Šest let zastával funkci vedoucího Slunečního oddělení Astronomického ústavu Akademie věd ČR, kde pracuje i nadále. Je také vedoucím českého centra projektu EOS - ALMA.
Největšího ohlasu ve světových vědeckých kruzích dosáhly jeho publikace týkající se multispektrálního sledování slunečních erupcí a rádiových vzplanutí na Slunci, protuberancí a koronálních výronů hmoty. Poukázal především na mimořádný vliv magnetických polí na tyto sluneční jevy. Figuruje ve Stanfordském celosvětovém seznamu 2% celoživotně nejcitovanějších vědců.

## Ocenění
- Nušlova cena, Česká astronomická společnost, 2013
- Medaile Ernsta Macha, Akademie věd ČR, 2017
- Člen Učené společnosti ČR od roku 2018.[3]